# Millennium Tower (San Francisco)
301 Mission Street és un edifici de gran alçada al districte South of Market del centre de San Francisco. Un gratacel d'ús mixt, principalment residencial, és l'edifici residencial més alt de San Francisco. L'edifici està sent modificat en un esforç per aturar el seu enfonsament.

## Descripció
Desenvolupat per Mission Street Development LLC, una filial de Millennium Partners, el projecte de 350 milions de dòlars EUA va ser dissenyat per Handel Architects, dissenyat per DeSimone Consulting Engineers i construït per Webcor Builders. Amb 645 peus (197 m), és l'estructura de formigó més alta de San Francisco, el quart edifici més alt de San Francisco en general, i el més alt des del 345 del carrer de Califòrnia el 1986. També va ser el l'edifici residencial més alt a l'oest del riu Mississipi quan es va acabar (més tard superat per The Austonian a Texas). La torre és esvelta, amb cada pis que conté 14.000 peus quadrats (1.300 m²) de superfície. A més de la torre de 58 pisos, hi ha una torre de 125 peus (38 m) a l'extrem nord-est del complex. Entre les dues torres hi ha un atri de vidre de dos pisos de 43 peus (13 m). En total, el projecte té 419 unitats.
Les residències són cares; una unitat d'àtic es va vendre per 13 milions de dòlars el desembre de 2016. Els 25 pisos inferiors de la torre principal s'anomenen Residències mentre que els pisos del 26 a la part superior tenen el nom de Grans Residències. (Com és habitual en molts edificis, no hi ha un tretzè pis a causa de les supersticions relacionades amb la triskaidekafòbia. Tampoc hi ha un pis quaranta-quatre, perquè el número quatre és considerat mala sort per molts asiàtics.) Les 53 unitats en la torre independent de 12 pisos s'anomena City Residences. Per sota del nivell del carrer, hi ha 434 places d'aparcament en un garatge subterrani de cinc nivells situat sota la torre d'11 pisos. L'edifici es troba al costat del lloc del Transbay Transit Center. En general, el disseny de la torre pretén assemblar-se a un cristall translúcid i és una fita per a la remodelació de Transbay i l'horitzó del sud de San Francisco.

## Història
Millennium Partners va proposar el desenvolupament per primera vegada l'any 2002 amb 163 condominis, 108 lloguers i un hotel d'estada prolongada de 136 unitats. El projecte va ser aprovat el 2003 per la Comissió de Planificació 4–1 de SF i la construcció va començar el 2005. L'únic vot en contra del projecte va ser de la Comissionada de Planificació Sue Lee. El desenvolupament va ser el primer gratacel construït al centre de la ciutat en 20 anys. Segons Modern Luxury, una proposta de gratacels de 52 pisos al proper 80 Natoma pel desenvolupador Jack Myers que també tindria una fosa similar a la construcció de formigó, va ser rebutjada pel Departament d'Inspecció d'Edificis (DBI) de la ciutat després d'una revisió per parells externa. La torre del mil·lenni no va rebre aquest escrutini, ja que els socis del mil·lenni no es van sotmetre a una revisió per parells, ja que aquest estudi hauria endarrerit la construcció per anys. Treadwell & Rollo, l'enginyer geotècnic de la Millennium Tower, també van ser l'enginyer geotècnic del projecte desballestat al 80 de Natoma.

## Problema d'enfonsament i d'inclinació

### Descobriment
Després que els desenvolupadors aparentment van revelar el 2015 que l'edifici s'estava enfonsant i inclinant, el públic va ser notificat del problema el 2016. El disseny geotècnic de Treadwell & Rollo per als fonaments de la torre principal consisteix en una llosa de formigó construïda sobre 60. Piles de fricció de formigó de fins a 90 peus de profunditat (de 18 a 27 m) a través del farciment i el fang jove de la badia, i incrustades a la densa sorra de Colma. Diversos altres edificis de l'àrea de 301 Mission Street han utilitzat sistemes similars, encara que a causa de les condicions variables de la terra, altres han empès piles directament a la roca base 200 peus (61 m) per sota. Un examen el 2016 va mostrar que l'edifici s'havia enfonsat 16 polzades (41 cm) amb una inclinació de dues polzades (5,1 cm) a la base i una inclinació aproximada de sis polzades (15 cm) a la part superior de la torre. L'edifici està inclinat cap al nord-oest,  i ha provocat esquerdes al soterrani de l'edifici i al paviment que envolta la torre. A partir del 2018, l'enfonsament havia augmentat a 18 polzades (46 cm) amb una inclinació de 14 polzades (36 cm). Les mesures del 2022 mostren que la inclinació va augmentar fins a 28 polzades (71 cm), mesurada des del sostre.
El desenvolupador culpa del problema de l'enfonsament a la Transbay Joint Powers Authority (TJPA), que va ser responsable de la construcció del veí Transbay Transit Center (TTC). S'ha informat que el problema de l'enfonsament havia començat abans que la construcció del TTC fins i tot s'iniciés, i TJPA va afirmar que l'edifici ja s'havia assentat 10 polzades (25 cm), molt més enllà de la predicció de sedimentació vertical màxima original de 5,5 polzades (14 cm) en 20 anys, quan TJPA va començar a retirar les piles de fusta sota l'anterior terminal de Transbay el 2011. L'associació de propietaris de l'edifici, representada pel conseller general Adrian Adams d'Adams Stirling PLC, va retenir Dan Petrocelli d'O'Melveny & Myers, per demandar a Webcor, Millennium Partners i la TJPA. Originalment, l'associació de propietaris va contractar David Casselman per demandar la TJPA en comptes del desenvolupador Millennium Partners, ja que Casselman va assenyalar que "la llei de condemna inversa permet als residents cobrar honoraris legals a més de qualsevol premi, mentre que demandar el desenvolupador augmentarà fins a 40 percentatge de qualsevol premi a advocats".